# Lincoln (Idaho)
Lincoln es un lugar designado por el censo del condado de Bonneville, Idaho, Estados Unidos. Según el censo de 2020, tiene una población de 4556 habitantes.
En los Estados Unidos, un lugar designado por el censo (traducción literal de la frase en inglés census-designated place, CDP) es una concentración de población identificada por la Oficina del Censo exclusivamente para fines estadísticos.
En este caso se trata, a todos los efectos prácticos, de un barrio de la ciudad de Idaho Falls.

## Geografía
Está ubicado en las coordenadas 43°31′06″N 111°58′09″O / 43.51833, -111.96917 (43.518245, -111.9692). Según la Oficina del Censo, tiene una superficie de 4.03 km², correspondientes en su totalidad a tierra firme.

## Demografía
Según el censo de 2020, hay 4556 personas residiendo en la zona. La densidad de población es de 1130.52 hab./km². El 81.12% de los habitantes son blancos, el 0.40% son afroamericanos, el 0.75% son amerindios, el 0.57% son asiáticos, el 0.22% son isleños del Pacífico, el 8.14% son de otras razas y el 8.80% son de una mezcla de razas. Del total de la población, el 18.88% son hispanos o latinos de cualquier raza.